# Bill la lucertola
Bill la Lucertola è un personaggio del romanzo Le avventure di Alice nel Paese delle Meraviglie.

## Comparsa
Bill fa la sua comparsa nel capitolo 4, The rabbit sends in a little Bill. Fa parte della piccola folla che si raduna attorno alla casa del Bianconiglio credendola infestata da un gigantesco mostro; in realtà il mostro è Alice, la quale, dopo esser stata scambiata dal Coniglio per la sua cameriera Marianna e inviata da lui a recuperare guanti e ventaglio, ha bevuto una misteriosa bevanda che l'ha resa di enormi dimensioni. Dopo aver tentato invano di introdursi in casa da una finestra insieme al suo giardiniere Pat, il Coniglio manda Bill a calarvisi dal comignolo; Alice, usando il suo enorme piede, lo scalcia su per il camino. Bill vola talmente in alto che tutti i presenti urlano di stupore, per poi ricadere fortunatamente sul morbido; verrà soccorso dai suoi amici, mentre Alice riuscirà da sé a rimpicciolire e lasciare la casa.
Nel capitolo 11, Who stole the tarts?, Bill ricompare in veste di giurato nel processo per il furto delle crostate della Regina di Cuori. Quando sente il gessetto di Bill stride sulla lavagna, Alice si infastidisce al punto che gliela strappa di mano; Bill inizia dunque a usare il dito per scrivere, anche se non lascia alcun segno sulla lavagna. Nel capitolo successivo, Alice's trial, Bill è tra i giurati che rotolano via quando Alice rovescia il banco dei giurati; Alice, pentita, lo rimette al suo posto, lasciandolo con un palmo di naso. Più tardi, la Regina gli versa dell'inchiostro sul suo viso, lasciandolo triste e stupefatto.

### Analisi
Sebbene si tratti di un personaggio tutto sommato minore, Bill ha una certa economia nella trama e nei suoi risvolti simbolici. Il titolo originale del capitolo in cui compare è The Rabbit sends in a little Bill, traducibile letteralmente come "il Coniglio invia dentro [casa] un [certo] piccolo Bill"; il nome Bill, tuttavia, oltre a essere diminutivo di William, è un sostantivo che vuol dire "conto, bolletta"; il titolo può quindi essere tradotto anche come "il Coniglio presenta il conto".
L'intero capitolo 4 può essere infatti letto come un'allegoria del senso di colpa tipico dei bambini: Alice viene infatti meno ai suoi doveri (non recupera i guanti del Bianconiglio) e infrange molti divieti (mangiare cibo), venendo per questo punita con la crescita abnorme del suo corpo. Inviando Bill a scacciarla di casa, il Bianconiglio difatti "presenta il conto" ad Alice, spingendola ad affrontare gli effetti delle sue sciagurate decisioni; la bambina, tuttavia, rifiuta di farlo e scaccia via Bill, dimostrandosi più forte della tendenza degli adulti a colpevolizzare i bambini.
Nei capitoli successivi, tuttavia, c'è un'inversione di ruolo, inversamente proporzionale alla presa di consapevolezza di Alice: è lo stesso Bill a subire il nervosismo della protagonista e della Regina di Cuori, che riversano su di lui la loro rabbia e il loro disappunto.

## Versione Disney

Biagio nella versione Disney

Il personaggio compare anche nel film d'animazione Disney tratto dal romanzo, nel quale viene proposta con una certa fedeltà la scena della casa del Coniglio. Nella versione italiana il suo nome è Biagio, ed è uno spazzacamino; a mandarlo in casa non è però il Bianconiglio, ma Capitan Libeccio; inoltre il personaggio non viene scagliato in aria da un calcio di Alice, ma da un suo violento starnuto.
Biagio fa infine un cameo in un altro film Disney, comparendo tra gli alleati di Rattigan in Basil l'investigatopo (1986).